# Западноломбардски език
Западноломбардският език или западноломбардски диалект, е диалект на ломбардския език, разпространен в северозападна Италия (близо до Милано) и южната част на Швейцария. Принадлежи към романската група на индоевропейското езиково семейство.
Западноломбардският е доста близък до италианския, макар че има и някои с френския. Затова по-голямата част от хората, които говорят западноломбардски, говорят също италиански.
|  | Тази страница частично или изцяло представлява превод на страницата „Західноломбардська мова“ и страницата „Западноломбардское наречие“ в Уикипедия на украински и руски език. Оригиналните текстове, както и този превод, са защитени от Лиценза „Криейтив Комънс – Признание – Споделяне на споделеното“, а за творби, създадени преди юни 2009 година – от Лиценза за свободна документация на ГНУ. Прегледайте историята на редакциите на оригиналните страници тук и тук, за да видите списъка на техните съавтори. ВАЖНО: Този шаблон се отнася единствено до авторските права върху съдържанието на статията. Добавянето му не отменя изискването да се посочват конкретни източници на твърденията, които да бъдат благонадеждни. |